# Triple Trouble (1984)
Triple Trouble (Irreconcilable Differences) ist eine US-amerikanische Filmkomödie von Charles Shyer aus dem Jahr 1984.

## Handlung
Professor der Filmkunst Albert Brodsky und Amateurschriftstellerin Lucy Van Patten lernen sich kennen als sie unterwegs sind. Sie heiraten und bekommen eine Tochter, Casey.
Einige Jahre später wird Albert zum erfolgreichen Regisseur, er flirtet mit der Schauspielerin Blake Chandler. Seine Ehe befindet sich in einer Krise. Casey verlangt, von ihren Eltern geschieden zu werden, was zu einem Gerichtsprozess führt. Vor Gericht werden intime Details der Beziehung offenbart.

## Kritiken
Roger Ebert schrieb in der Chicago Sun-Times, der Film sei einer der „witzigsten“ und „intelligentesten“ Filme des Jahres 1984. Drew Barrymore sei die richtige Besetzung ihrer Rolle, weil sie diese Rolle mit „ernsthafter Gelassenheit“ („grave calm“) spiele. Es wäre ein Fehler gewesen, wenn sie versuchen würde, komisch zu wirken. Ryan O’Neal gehöre nicht zu den Lieblingsschauspielern von Ebert, aber er sei die richtige Besetzung seiner Rolle und er spiele diese Rolle gut.
Georg Seeßlen schrieb in seinem Buch Drew Barrymore, der Film erzähle eine „kindliche Emanzipationsgeschichte“ und sei „reichlich sentimental“.

## Auszeichnungen
Shelley Long und Drew Barrymore wurden im Jahr 1985 für den Golden Globe Award nominiert. Drew Barrymore wurde 1985 für den Young Artist Award nominiert.

## Hintergrund
Der mit einem Budget von ca. 5 Millionen US-Dollar produzierte Film spielte in den Kinos der USA ca. 12,4 Millionen US-Dollar ein.